# 12249 Hannorein
12249 Hannorein este o planetă minoră (asteroid), cu un diametru de 9,438 km, din centura de asteroizi. A fost descoperită pe 16 septembrie 1988 la Observatorio de Cerro Tololo⁠(d) de Schelte J. Bus. 
Obiectul prezintă o orbită caracterizată de o semiaxă mare de 3,0003043 UAi, o excentricitate de 0,11, o înclinație de 11,34847 ° în raport cu ecliptica.